# Sharukkar
Sharukkar (azerbajdzjanska: Kəmərqaya) är en ort i Azerbajdzjan.   Den ligger i distriktet Daşkəsən Rayonu, i den västra delen av landet, 300 km väster om huvudstaden Baku. Sharukkar ligger 1 328 meter över havet och antalet invånare är 322.
Terrängen runt Sharukkar är huvudsakligen kuperad, men västerut är den bergig. Närmaste större samhälle är Yukhary-Dashkesan, 2,7 km söder om Sharukkar.
Trakten runt Sharukkar består till största delen av jordbruksmark. Runt Sharukkar är det ganska glesbefolkat, med 31 invånare per kvadratkilometer.